# Horse1
Horse1 är en TV-kanal från Hästkanalen AB som startade sina sändningar i Sverige den 23 september 2013. VD och grundare av kanalen är Timothy Smart. 
Kanalen har inriktning på hästsport med både nationella samt internationella tävlingar, bland annat Swedish Riders Trophy men visar även dramaserier, dokumentärfilm, reseprogram. Horse1 har sändningstillstånd inom det digitala marknätet till och med 2020, och sänds hos Boxer och Telia Digital-TV.  

## Tävlingar
Horse1 sänder tävlingar inom olika grenar av hästsport. Bland dessa är de egna tävlingarna Swedish Riders Trophy samt Horse1 Swedish Riders Trophy Pony. Kanalen visar även bland annat livesändningar från Volkswagen Grand Prix, Badminton Horse Trials och Ponny-SM.

## Historik
Ridsporten är den tredje största ungdomsidrotten i Sverige, samt en av de största sporterna för funktionshindrade. Sverige växer som ett av de mest hästtäta länderna i världen och var tredje svensk har på något sätt kontakt med hästar och de olika verksamheter som de ger upphov till. Innan Timothy Smart startade kanalen existerade det ingen kanal i Sverige riktad mot sporten och livsstilen.

## Samarbeten

### Banhoppning
- Stephanie Holmén

### Fälttävlan
- Louise Svensson-Jähde

### Paradressyr
- Gabriella Löf

### Välgörenhetsorganisationer
Kanalen har ett samarbete med Svenska Hästars Värn där de har producerat en dokumentär om vanvårdade hästar från organisationen som heter "Hästar i nöd".

### Programsamarbete
Den 10 december 2015 gick kanalen ut med ett programsamarbete med Horse & Country TV som innebär att Horse1:s kunder får ta del av delar ur Horse & Countrys programsortiment.

## Program

### Egenproduktioner
- Horse1 Studio
- Swedish Riders Trophy
- Volkswagen Grand Prix
- Hästar i nöd
- Clinics
- Riders Corner